# One of the Boys (album, Katy Perry)
One of the Boys je druhé studiové album americké zpěvačky Katy Perry. Vyšlo 17. června 2008.

## Seznam písní
| Pořadí | Název                | Hudba                  | Text                                             | Délka |
| ------ | -------------------- | ---------------------- | ------------------------------------------------ | ----- |
| 1.     | One of the Boys      | Butch Walker           | Katy Perry                                       | 4:09  |
| 2.     | I Kissed a Girl      | Dr. Luke, Benny Blanco | Perry, Lukasz Gottwald, Max Martin, Cathy Dennis | 3:01  |
| 3.     | Waking Up in Vegas   | Greg Wells, Perry      | Perry, Desmond Child, Andreas Carlsson           | 3:24  |
| 4.     | Thinking of You      | Butch Walker           | Perry                                            | 4:09  |
| 5.     | Mannequin            | Greg Wells             | Perry                                            | 3:19  |
| 6.     | Ur So Gay            | Greg Wells             | Perry, Wells                                     | 3:39  |
| 7.     | Hot n Cold           | Dr. Luke, Benny Blanco | Perry, Gottwald, Martin                          | 3:42  |
| 8.     | If You Can Afford Me | S*A*M and Sluggo       | Perry, Dave Katz, Sam Hollander                  | 3:21  |
| 9.     | Lost                 | Ted Bruner             | Perry, Ted Bruner                                | 4:18  |
| 10.    | Self Inflicted       | Cutler, Preven         | Perry, Scott Cutler, Anne Preven                 | 3:27  |
| 11.    | I'm Still Breathing  | David Stewart          | Perry, David Stewart, Matthew Thiessen           | 3:48  |
| 12.    | Fingerprints         | Greg Wells             | Perry, Wells                                     | 3:44  |

### Bonusy
| Pořadí | Název             | Text                          | Délka |
| ------ | ----------------- | ----------------------------- | ----- |
| 13.    | I Think I'm Ready | Perry, Brunner                | 2:37  |
| 14.    | A Cup of Coffee   | Perry, Glen Ballard, Thiessen | 4:14  |